# Barnafarkú mongúz
A barnafarkú mongúz (Salanoia concolor) vagy szalano az emlősök (Mammalia) osztályába, a ragadozók (Carnivora) rendjébe és a  madagaszkári cibetmacskafélék (Eupleridae) családjába tartozó Salanoia nem egyik faja.

## Elterjedése
A barnafarkú mongúz Madagaszkár egyik endemikus faja.  Északkelet-Madagaszkáron, s azon belül a Masoala Nemzeti Parkban található esőerdőkben él. Elsősorban 300-700 méter tengerszint feletti magasságban fordulnak elő, esetenként 1000 méterig.

## Megjelenése
A barnafarkú mongúz teste hosszúkás, karcsú, végtagjai rövidek. Koponyája lapított, pofája megnyúlt, fülei rövidek és lekerekítettek. Bundája felül és a farka sötétbarna, hasa vörösesbarna,; a többi madagaszkári mongúzzal ellentétben nincs csíkozott mintázata. Fej-törzs hossza 35–38 cm, a farok hossza 16–20 cm, a súlya 550-780 gramm. 

## Életmódja
Életmódja kevésbé ismert; nappali életmódú, kora reggel és késő este a legaktívabb. Éjszakánként fák üregébe vagy odúkba bújnak. Valószínűleg magányosan vagy párban élnek, a nagyobb csoportok valószínűleg szülők a kölykeikkel. Becslések szerint egy családi csoport körülbelül 20 hektáros területen él. Táplálékuk főként rovarokból, például bogárlárvákból áll. A szaporodási időszak augusztus és október között zajlik, 74-90 napos vemhességi időszak után a nőstény egyetlen kölyköt hoz a világra, amely valószínűleg egy évig a szüleinél marad. 

## Veszélyeztetettsége
A barnafarkú mongúzt pusztítják a betelepített fajok és a vadászat, ezért a Természetvédelmi Világszövetség a sebezhető fajok közé sorolja.